# شيلدون غولدمان
شيلدون غولدمان (بالإنجليزية: Sheldon Goldman)‏ هو عالم سياسة أمريكي، ولد في 18 سبتمبر 1939.